# Aedes galloisioides
Aedes galloisioides är en tvåvingeart som beskrevs av Liu och Lu 1984. Aedes galloisioides ingår i släktet Aedes och familjen stickmyggor. Inga underarter finns listade i Catalogue of Life.